# 瑞士再保险
瑞士再保险（Swiss Re）是一家位于瑞士苏黎世的再保险公司，也是世界第二大的再保险公司。

## 历史
公司成立于1863年，在全球25个国家都有业务，在2016年福布斯杂志世界领先公司2000排名中名列第118位。 2015年福布斯杂志世界500强中名列第313位，而公司最大的竞争者慕尼黑再保险名列第103位。

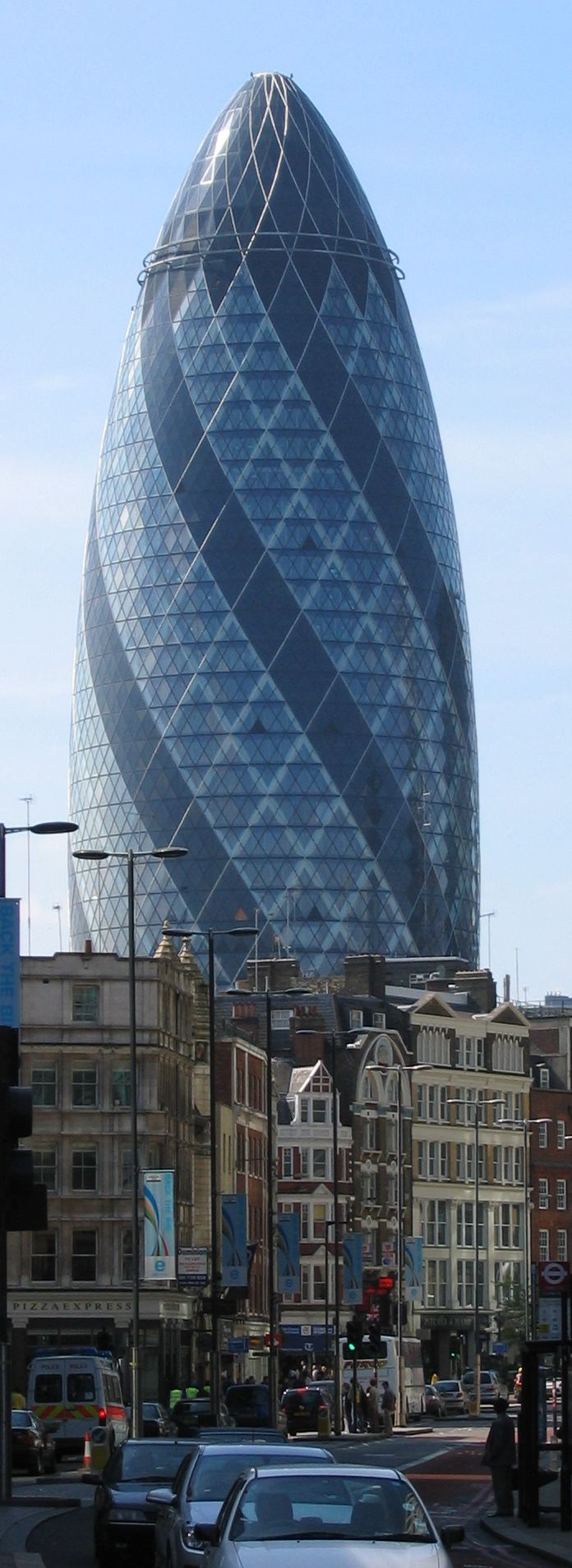
伦敦大楼

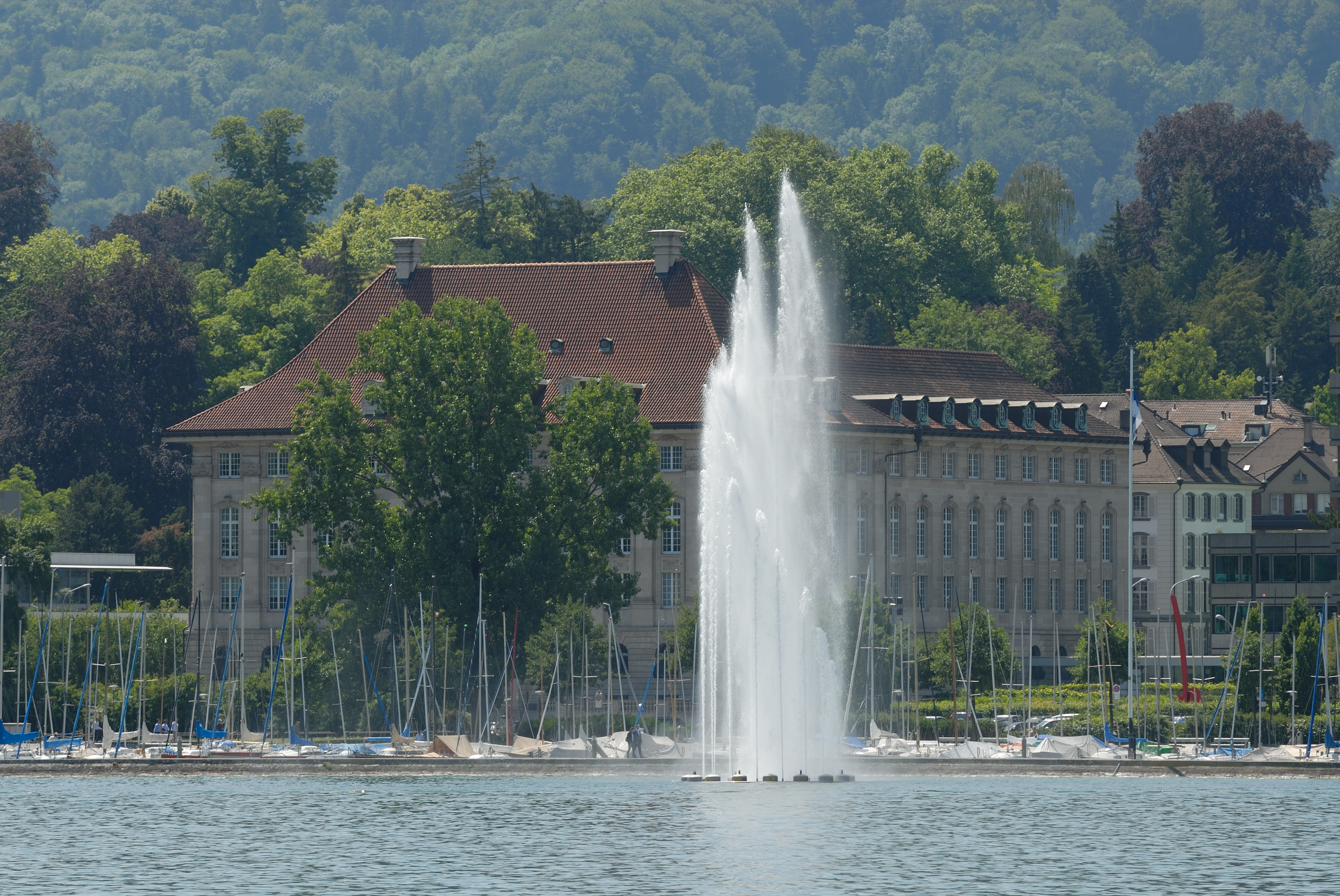
苏黎世公司总部

2005年11月19日，瑞士再保險（ Swiss Re）同意以68億美元（約530.4億港元），收購通用電氣（ GE）旗下的再保險業務GE Insurance Solutions安裕再保險公司。這將是瑞士再保險歷來最大宗的收購。
2013年10月，瑞士再保險（Swiss Re）以4.25億美元購入富衛12.3%股份。
2019年8月5日，瑞士再保險旗下的英國ReAssure部門以4.25億英鎊（5.115億美元）的價格收購Quilter的人壽保險和養老金。
2019年12月8日，歐洲最大閉端式人壽保險基金英國Phoenix Group Holdings斥資12億英鎊現金和13%至17%的Phoenix股份合共32億英鎊（41億美元）收購瑞士再保險旗下英國再保險業ReAssure。